# Manuel Pedregal y Cañedo

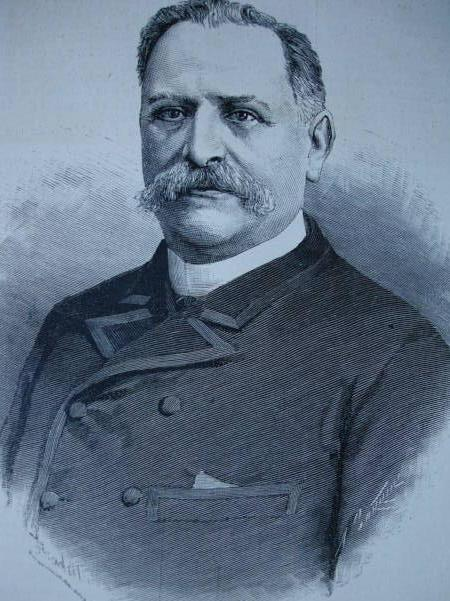
Manuel Pedregal y Cañedo

Manuel Pedregal y Cañedo (Grado, 12 de abril de 1831-Madrid, 22 de julio de 1896) fue un jurista y político español, ministro de Hacienda durante la Primera República.

## Biografía
Tras estudiar las primeras letras en su villa natal, en 1843 se trasladó a Oviedo para cursar el bachillerato en la Facultad de Filosofía, y luego los de Derecho, licenciándose en 1856 y abriendo despacho de abogado al año siguiente. Se convirtió en decano del Colegio de Abogados de Oviedo en 1865, e ingresó en la Real Academia de la Historia el 26 de enero de 1866.[cita requerida]
Políticamente, durante el Bienio Progresista de 1854-1856 destacó por su defensa de posturas democráticas, formando parte del comité del Partido Democrático en la capital asturiana. Republicano convencido, intervino activamente en la Revolución de 1868, formando parte de la Junta Revolucionaria Provincial. También fundó y dirigió el periódico El Constituyente.
Fue elegido concejal del nuevo Ayuntamiento de Oviedo, constituido tras la Revolución. Se presentó a las elecciones a diputados provinciales en 1869, 1871 y 1872, siendo su acta anulada en las dos últimas elecciones. En las Cortes Constituyentes de 1873, que proclamaron la República, fue diputado por Gijón y resultó elegido vicepresidente del Congreso y gobernador civil de La Coruña.
Durante el gobierno de Emilio Castelar desempeñó la cartera de Hacienda, logrando, en los cuatro meses que estuvo en el cargo, poner algo de orden en la catastrófica situación del Tesoro Público. Con la caída de la República, volvió a la abogacía. En Madrid fue miembro y posteriormente presidente del Ateneo de Madrid y de la Real Academia de Jurisprudencia y Legislación. Fundó, junto con Francisco Giner de los Ríos, la Institución Libre de Enseñanza, de la que fue rector de estudios y presidente de la Junta de gobierno.
En 1881 volvió a la política, elegido diputado por Oviedo, y en 1893 por Madrid. Líder en Asturias del Partido Centralista dirigido por Nicolás Salmerón, también participó en la fundación de Unión Republicana, junto con Gumersindo Azcárate y Rafael María de Labra.
Fue padre de José Manuel Pedregal, también ministro de Hacienda, y abuelo de Manuel Pedregal Fernández.
| Predecesor: José Carvajal Hué | Ministro de Hacienda 8 de septiembre de 1873-3 de enero de 1874 | Sucesor: Práxedes Mateo Sagasta |